# 1082
1082 (MLXXXII) a fost un an obișnuit al calendarului iulian.

## Evenimente
- 21 februarie: Normanzii lui Robert Guiscard reușesc să ocupe Dyrrachium, în Albania, de la bizantini; nevoit să revină în Italia, ca urmare a unei revolte puse la cale de împăratul Henric al IV-lea, Robert lasă la comanda trupelor din Balcani pe fiul său, Bohemund de Tarent.
- 2 decembrie: O inscripție de la est de Java dovedește prezența musulmanilor în Indonezia.

### Nedatate
- mai: Bohemund de Tarent asediază pe bizantini în Jannina; după ce ocupă regiunea lacurilor și Macedonia apuseană, revine în Tesalia, pentru a asedia Larissa.

- mai: Pentru a întări alianța anti-normandă și pentru a obține sprijin în vederea eliberării Dyrrachiumului, împăratul Alexios I Comnen concede venețienilor numeroase privilegii comerciale: venețienii obțin un cartier din Constantinopol, alături de dreptul negustorilor săi de a fi scutiți de la plata taxelor.

- Almoravizii cuceresc Algerul.

- Confruntare între Florența și Siena; în Lupta de la Lecceto, florentinii sunt înfrânți.

- Împăratul Henric al IV-lea începe un nou asediu asupra Romei și obține intrarea în oraș; se decide convocarea unui sinod care să rezolve disputele dintre împărat și papa Grigore al VII-lea.

## Arte, Știință, Literatură și Filozofie
- Este realizată versiunea coreeană a învățăturilor budiste.
- Se încheie lucrările la catedrala din Rochester, în Anglia.

## Înscăunări
- Ottokar al II-lea, margraf de Stiria.

## Nașteri
- 2 noiembrie: Huizong, împărat al Chinei, dinastia Song (d. 1135)

## Decese
- 5 decembrie: Ramon Berengar al II-lea, conte de Barcelona (n. 1054)